# م إف ب-63
أم إف بي-63 هو مسدس رشاش بولندي عيار 9×18 ملم

## النسخ
في عام 1971 تم تطوير نسخة من بي ام-63 وعينت بي ام -70، وقد تم بناء العديد من الوحدات من هذا الإصدار وتم التخلي عن المزيد من الإنتاج بسبب قلة الطلب.

## مستخدمين
- أفغانستان - غير معروف
- بلغاريا -
- الصين -
- كوبا -تستخدم من قبل مليشيا
- جمهورية دونيتسك الشعبية
- ألمانيا الشرقية (سابقآ)
- العراق
- شمال فيتنام (سابقآ)
- فلسطين
- بولندا - يستخدم من قبل القوات البرية البولندية
- سنغافورة
- الاتحاد السوفيتي (سابقآ)غير معروف
- سوريا غير معروف
- فيتنام - يستخدم من قبل القوات الخاصة

## انظر ايضآ
- جلوبيريت إف

## الوصلات الخارجية
- Fabryka Broni "Łucznik" Radom home page نسخة محفوظة 12 مارس 2007 على موقع واي باك مشين.
- World.Guns article